# Anax strenuus
Anax strenuus – endemiczny gatunek ważki z rodziny żagnicowatych występujący na Hawajach. Żyje zwykle na większych wysokościach n.p.m.
Jest największym gatunkiem rodzaju Anax, największą ważką w Stanach Zjednoczonych i jedną z największych współczesnych ważek. Rozpiętość skrzydeł dochodzi do 19 cm.
Jego pożywienie stanowią głównie owady, larwy żywią się też krewetkami.